# Kvitsøy

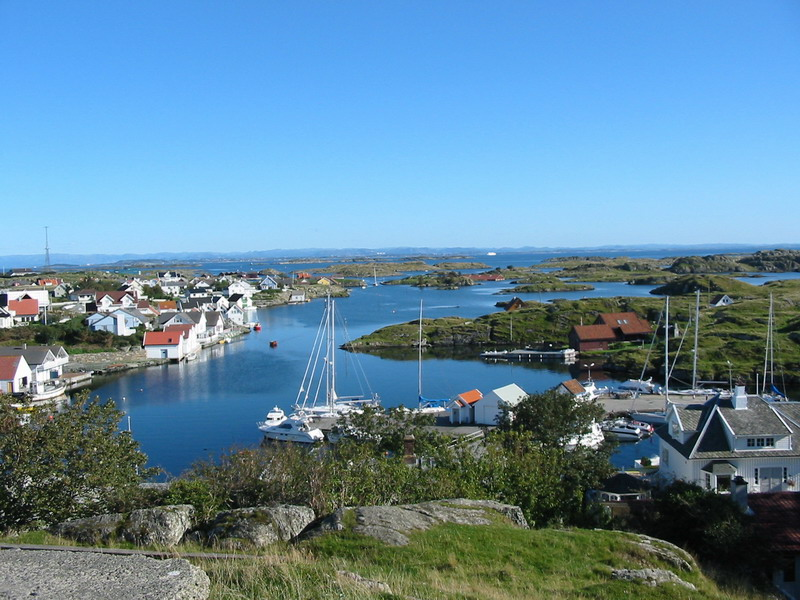
Gemeente Kvitsøy

Kvitsøy is een eiland en gemeente in de Noorse provincie Rogaland. De gemeente telde 534 inwoners in januari 2017. In oppervlakte is het de kleinste gemeente van Noorwegen.
Het eiland heeft anno 2023 nog een veerverbinding met Randaberg. Er is een aanzet gegeven tot de bouw van de Kvitsøytunnel die van het eiland onderzee zal aanluiten op de Boknafjordtunnel die wordt gebouwd tussen Randaberg en Bokn.
Bjerkreim · Bokn · Eigersund · Gjesdal · Hå · Haugesund · Hjelmeland · Karmøy · Klepp · Kvitsøy · Lund · Randaberg · Sandnes · Sauda · Sokndal · Sola · Stavanger · Strand · Suldal · Time · Tysvær · Utsira · Vindafjord

Fylker van Noorwegen